# هایک تاتینتسیان
هایک تیگرانی تاتینتسیان (ارمنی: Հայկ Տիգրանի Տատինցյան؛  زادهٔ ۱۹۱۸ - درگذشته تاریخ نامعلوم) کارشناس علوم پرورشی اهل ارمنستان بود.

## زندگی‌نامه
وی در ۱۹۱۸ در گوریس به دنیا آمد و از دانشگاه دولتی علوم پرورشی خاچاطور آبوویان ارمنستان فارغ‌التحصیل گشت.  همچنین برندهٔ جوایزی همچون آموزگار شایسته ارمنستان شوروی (۱۹۶۰)، نشان ستاره سرخ، مدال کارگر ممتاز، مدال دفاع از قفقاز و مدال به خاطر پیروزی مقابل آلمان در جنگ بزرگ میهنی (۱۹۴۵–۱۹۴۱) شده است. سال درگذشت نامعلوم است